# Пегас-2
Пегас-2 (Пегас-II, до запуску Пегас B) — це американський супутник, який був запущений 1965 року для дослідження мікрометеороїдальних впливів на низьку навколоземну орбіту. Це був другий з трьох запущених супутників «Пегас». «Пегас-2» був запущений через 3 місяці після запуску «Пегас-1». Космічний апарат Пегас був виготовлений компанією «Фейрчайлд Ейркрафт» і перебував в експлуатації NASA.

## Космічний апарат
«Пегас-2» — це космічний апарат «Пегас», що складається з 1450 кг приладів, прикріплених до верхніх ступенів ракети-носія S-IV, яка вивела його на орбіту. Його загальна маса склала 9058 кг. Космічний апарат був обладнаний двома наборами мікрометеороїдальних панелей виявлення та радіо для відстеження та повернення даних. Панелі сягали 29 метрів завдовжки та були обладнані 116 індивідуальними детекторами.

## Запуск

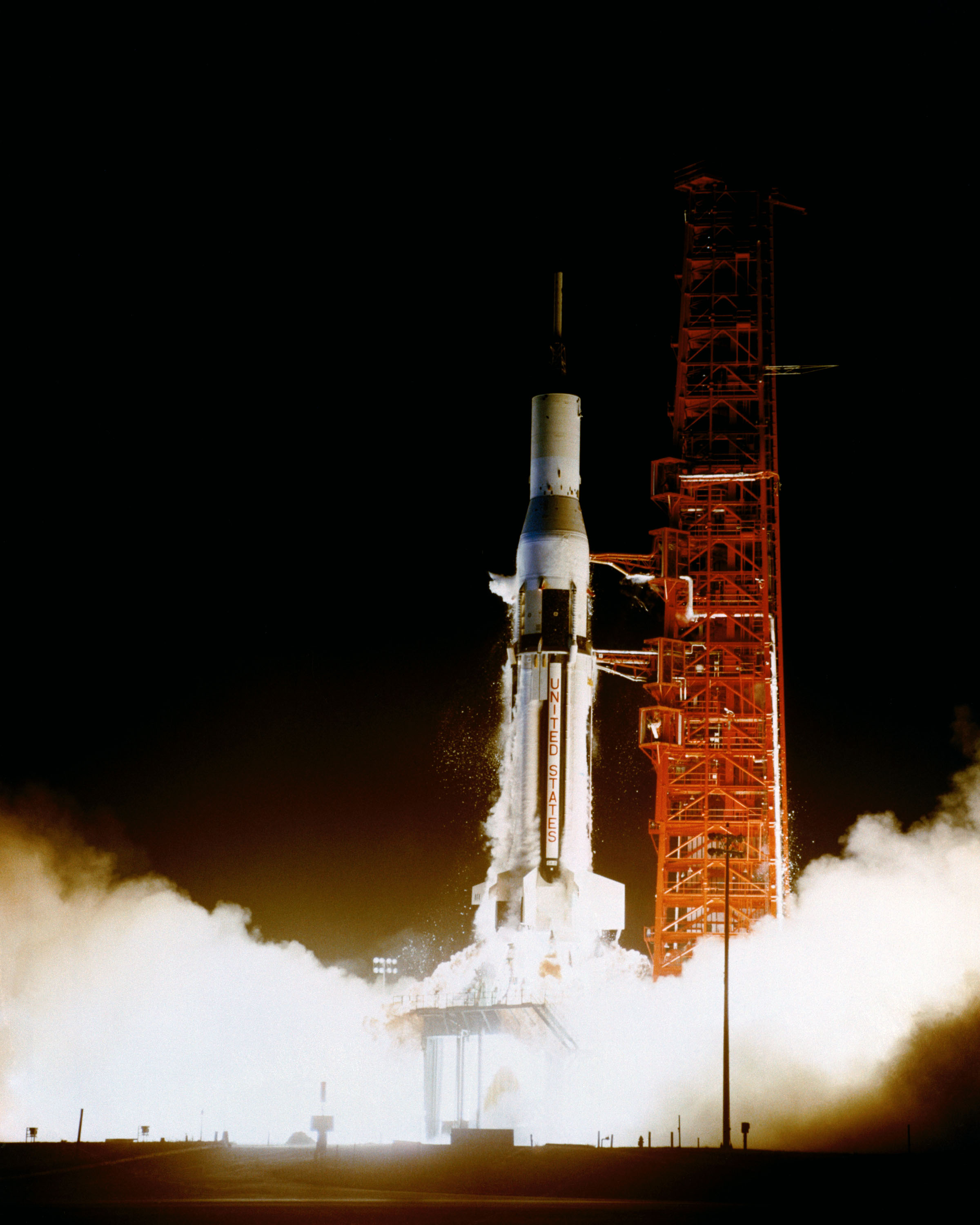
Запуск «Пегас-2»

Пегас-2 був запущений на ракеті Сатурн-I, серійний номер SA-8, місце запуску — Пусковий комплекс-37B на базі ВПС США на мисі Кеннеді. Запуск відбувся о 7:35:01 за Всесвітнім координованим часом 25 травня 1965 року. Після запуску Пегас-2 отримав позначення COSPAR 1965-039A, а NORAD присвоїв йому номер за супутниковим каталогом 01381.
Пегас-2 був вторинним корисним вантажем на ракеті-носії, яка несла шаблонний космічний апарат «Аполлон», «Аполлон-104» або «BP-26», що було складовою серії тестів на конфігурацію для програми «Аполлон». Шаблонний космічний апарат «Аполлон» виступав як обтікач корисного вантажу для космічного апарата «Пегас», який зберігався всередині того, що було би службовим відсіком діючого космічного апарата. Під час виходу на орбіту модулі командного та службового відсіків були відділені. Відділення шаблонного космічного апарата відбулося за 806 секунд після старту, детектори «Пегас-2» були приведені в дію хвилиною пізніше. Прогнозована тривалість перебування «Пегас-2» на орбіті становила 1220 днів.

## Перебування на орбіті
«Пегас-2» працював на низькій навколоземній орбіті. 3 липня 1965 року він був внесений у каталог як такий, що перебував на орбіті з перигеєм 508 км та апогеєм 737 км, нахилом до екватора у 31,7 ° та з періодом у 97,15 хвилини. На орбіті панелі були розгорнуті для виявлення мікрометеороїдальних впливів. Результати експерименту були надіслані на Землю за допомогою радіо. Космічний апарат працював до 29 серпня 1968 року, а згодом залишився на орбіті, поки він не вийшов з ладу і не увійшов у атмосферу 3 листопада 1979 року.